# Journey to the Unknown
Journey to the Unknown is een televisiefilm uit 1969, bestaandend uit twee afleveringen van de televisieserie Journey to the Unknown. Patty Duke, Vera Miles, Geoffrey Bayldon, Joan Crawford en Kay Walsh hadden de hoofdrollen.